# Epic metal
L'epic metal è un sottogenere dell'heavy metal sviluppato prevalentemente negli Stati Uniti nei primi anni 1980.
Il termine "epic" deriva soprattutto dalla tematiche affrontate nei testi, che richiamano scenari mitologici, storici, fantasy ed epici. Il genere è sempre rimasto ancorato perlopiù alla scena underground e supportato da piccole case discografiche, ad eccezione dei Manowar, diventati negli anni uno dei gruppi più famosi e popolari dell'heavy metal classico in generale. 

## Storia

### Principali influenze
L'epic metal nacque negli Stati Uniti d'America a cavallo tra gli anni settanta e gli anni ottanta, venendo influenzato principalmente dal sound hard rock, prima che i riflussi heavy metal inglesi provocati dalla NWOBHM si estendessero e contaminassero la scena americana. Con il passare del tempo e l'esordio dei gruppi più influenti per l'epic, in primis Manowar, Manilla Road e Virgin Steele, la scena si diversificò molto sul piano stilistico, arrivando a contenere band vicine allo speed metal, al progressive, al doom e all'hard rock, diventando così il termine "epic metal" una catalogazione non tanto musicale, quanto tematica.

### Origini
Le origini delle tematiche tipiche dell'epic metal sono rintracciabili nell'hard rock degli anni settanta, grazie a gruppi quali Led Zeppelin, Uriah Heep e Rainbow. L'apporto di queste tre band lo si nota per l'originale composizione dei testi e della musica, che richiamano il mondo fantasy e fiabesco (i Rainbow in Rising e gli Uriah Heep in Demons and Wizards), così come quello tolkieniano, mitologico e storico (i Led Zeppelin in Achilles Last Stand, The Battle of Evermore, Misty Mountain Hop e Immigrant Song).

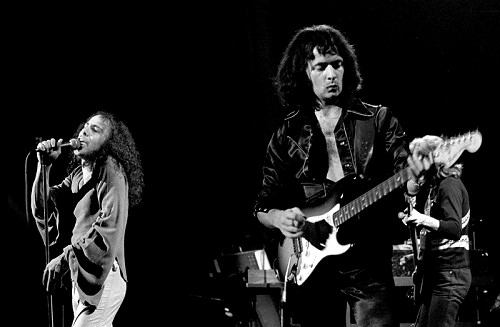
I Rainbow con Ritchie Blackmore e Ronnie James Dio.

La nascita di un sound avvicinabile al vero epic metal invece si deve a due album della fine degli anni settanta, rappresentati da From the Fjords degli americani Legend e Full Speed at High Level degli svedesi Heavy Load, che anticipano alcune soluzioni musicali e tematiche che altri gruppi adotteranno (ad esempio i Manowar saranno ispirati dall'attitudine nordica e barbara degli Heavy Load).
La vera genesi avviene nei primi anni ottanta con i primi due album dei Manilla Road, del Kansas, e con il debutto dei californiani Cirith Ungol, Frost and Fire. Inizialmente il sound dei Manilla Road è riconducibile a un heavy metal classico, molto influenzato dall'hard rock del decennio precedente, così come il debutto dei Cirith Ungol, che presenta ancora una commistione di hard rock e heavy metal.

### Sviluppo
Insieme ai Manilla Road si affermarono presto nella scena gli altri capostipiti del genere, band quali i newyorkesi Manowar di Joey DeMaio e Ross the Boss, gli Omen, i Virgin Steele, capitanati dal cantante e tastierista David DeFeis, i raffinati Warlord, i tolkieniani Cirith Ungol e i medievali Brocas Helm.
Oltre ai nomi sopracitati, comparvero sulla scena molti altri gruppi, che però rimasero relegati all'underground e alla piccola distribuzione discografica: la gran parte di queste band, molte delle quali produssero solo EP, si sarebbero sciolte poco dopo (e in alcuni casi riunite). È il caso degli Slauter Xstroyes di Chicago, dei Medieval Steel provenienti da Memphis, e dei canadesi Witchkiller. Allo stesso modo non escono dai circoli locali e dalle piccole etichette i tolkieniani Attacker, sempre del New Jersey, e i Liege Lord, così come i Lords of the Crimson Alliance e i Dark Age.
In Europa, invece, troviamo i Sabaton in Svezia, i futuristici e progressivi Adramelch e gli articolati Dark Quarterer in Italia, mentre gli Elixir emergono dalla NWOBHM in Inghilterra e gli Ostrogoth dalla scena belga.

### Apice

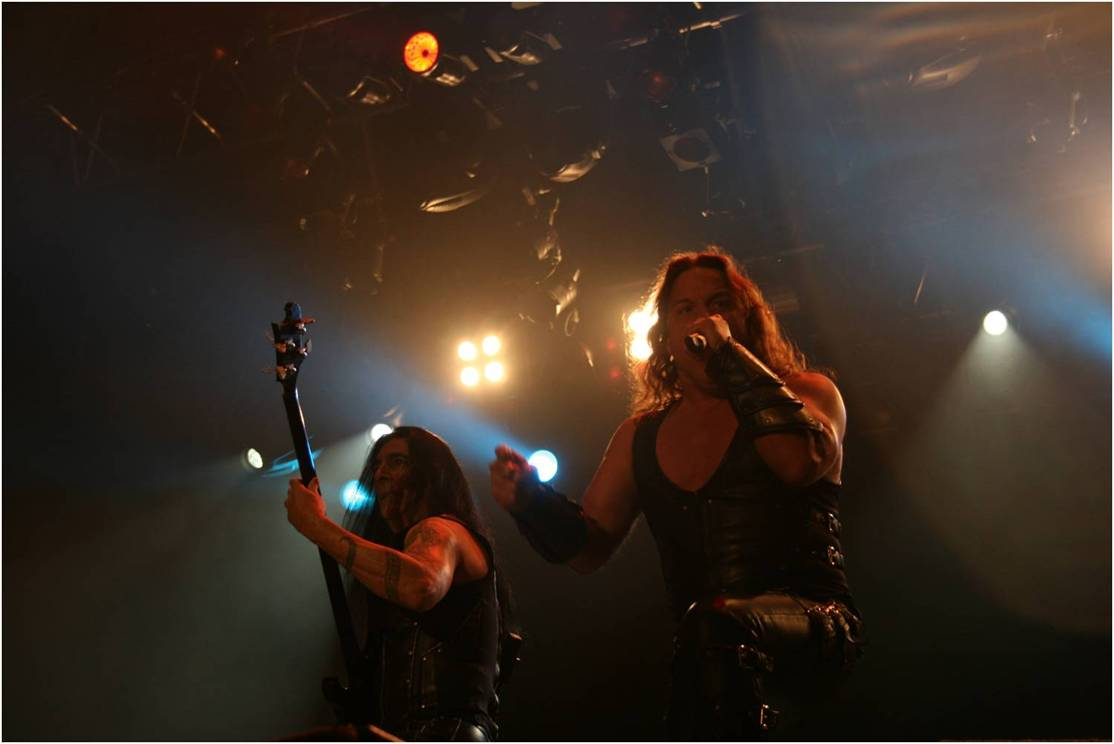
I Manowar in concerto.

I lavori più significativi per l'epic metal furono tutti pubblicati negli anni ottanta: emblematici sono Battle Hymns (1982), Into Glory Ride, Hail to England (1983) e Sign of the Hammer (1984) dei Manowar; Crystal Logic e Open the Gates dei Manilla Road, pubblicati rispettivamente nel 1983 e nel 1985. Si possono citare anche Into Battle dei Brocas Helm (1984), Noble Savage dei Virgin Steele (1986), Deliver Us dei Warlord, Winter Kill degli Slauter Xstroyes (1985), King of the Dead dei Cirith Ungol (1984) ed infine Battle Cry degli Omen (1984).
In Europa, più precisamente in Svezia, i Candlemass di Leif Edling iniziarono ad inserire sfumature dai toni epici nel loro doom metal, che sarebbero sfociate nella pubblicazione del loro primo album, intitolato Epicus Doomicus Metallicus, così come si possono ravvisare nel successivo Nightfall.

### Declino e rinascita

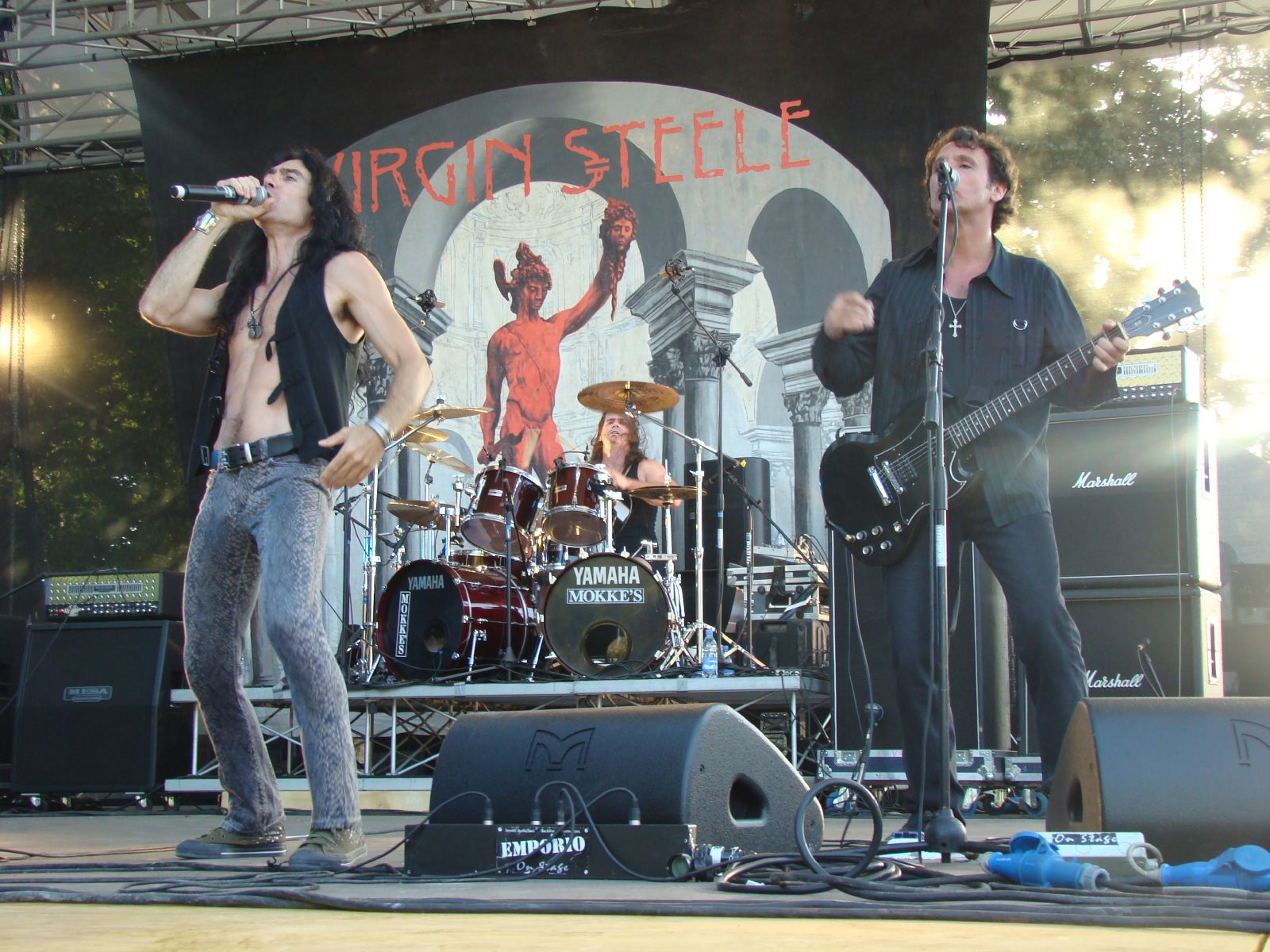
I Virgin Steele dal vivo.

Gli anni novanta hanno visto la fondazione dei The Lord Weird Slough Feg (successivamente abbreviato in Slough Feg), che si sarebbero uniti ai grandi nomi del genere nell'olimpo dell'epic metal. Inoltre va menzionata la pubblicazione, nel 1991, di Paradise Lost dei Cirith Ungol, ultimo album della band californiana.
Verso la fine degli anni novanta e dal 2000 in poi si è assistito ad un ritorno sulla scena di numerose band storiche che si erano sciolte nel decennio precedente o addirittura negli anni Ottanta. Si possono citare i Brocas Helm, che sono tornati in attività con la pubblicazione di Defender of the Crown nel 2004 e con una performance da headliner al Keep It True Festival in Germania; i Warlord, che si sono riuniti e hanno pubblicato nel 2002 un nuovo full-length, Rising Out of the Ashes, acquistando alla voce Joacim Cans, già cantante degli HammerFall. Nuovi gruppi si sono affacciati anche in Germania come i Majesty, filologici nel riproporre il modello dei Manowar, soprattutto nei primi tre album (finiti sotto contratto per la Magic Circle Music di Joey DeMaio) e i Wizard, che si situano sul confine fra power metal (di scuola americana) ed epic.
Inoltre la scena epic è stata colpita da una nuova ondata di band, stavolta provenienti principalmente da paesi mediterranei quali Italia e Grecia:. Principali esponenti di questo nuovo flusso di gruppi sono i greci Battleroar e Raging Storm; gli italiani Rosae Crucis, Wotan, Axevyper, Martiria Æternal Seprium, Battle Ram, Doomsword, Holy Martyr, Icy Steel, Sons of Madness, Pleasure Slaves, Berserker, Spartacus e Ordalia e i portoghesi Ironsword.

## Origini e controversie
Secondo alcuni, la definizione del genere epic metal non sarebbe materia condivisa, sebbene sia facile risolvere queste ambiguità approfondendo la storia del genere e le prime documentazioni al riguardo. Almeno in Italia, alcuni critici hanno usato il termine come un sinonimo di power metal – una particolare forma di heavy metal pomposa di stampo teutonico e scandinavo – ma questo utilizzo risulta a sproposito in quanto cozza con il suo significato originale. 
La definizione epic metal infatti nasce negli anni ottanta, prima che lo stesso power metal si definisse. Il noto critico musicale italiano Beppe Riva avrebbe affermato in alcune occasioni di aver coniato il termine epic metal proprio negli anni ottanta, e riconosce come capostipiti Manowar, Virgin Steele, Warlord, Cirith Ungol, Virgin Steele, Armored Saint, e Heavy Load, tutti gruppi attivi perlopiù dai primi anni '80, ben prima che il power metal nascesse.
Anche Mark Shelton, leader dei Manilla Road, afferma di aver coniato il termine attorno al 1979, ma anche in questo caso confermerebbe la costituzione del genere attorno allo stesso periodo, ben prima dell'esistenza del power metal.
(Mark Shelton, leader dei Manilla Road)

## I testi
I testi rappresentano uno degli elementi più caratteristici del genere, ben più della musica in sé, e hanno spesso portato all'inserimento all'interno della scena di band di stampo power metal europeo, stilisticamente lontani dall'ambiente epic di stampo americano; alcuni esempi possono essere Blind Guardian, Rhapsody of Fire, Domine e Gamma Ray.
I temi principali trattati nelle liriche epic sono la battaglia, la guerra, l'onore ed il coraggio del guerriero; è molto forte l'influenza apportata dalla letteratura epica e cavalleresca, dalla cinematografia dello sword and sorcery e dei colossal, così come, sebbene in parte minore, dalla letteratura dell'orrore. Sono molto frequenti anche richiami al mondo fantasy, specialmente all'universo tolkieniano de Il Signore degli Anelli e del Silmarillion, così come alla mitologia norrena e germanica. L'esaltazione delle proprie origini e tradizioni, sono proprie anche della scena viking metal dei (Bathory, Falkenbach, Doomsword e Vintersorg), che spesso è considerata parallela e derivativa della scena epic.
È possibile ritrovare altre tematiche: alcuni esempi sono l'apocalisse (Dreams of Eschaton dei Manilla Road), il sesso (Pleasure Slave e Fast Taker dei Manowar, Be My Wench degli Omen e Skullfucker dei Brocas Helm), i rapporti interpersonali (Black Rose and Thorns degli Slauter Xstroyes) o le emozioni (Feeling Free Again dei Manilla Road o Courage e Heart of Steel, ancora dei Manowar), la letteratura dell'orrore e del soprannaturale (i richiami a Edgar Allan Poe, a H.P. Lovecraft e a R.E. Howard in molte canzoni dei Manilla Road, così come nei brani dei Crimson Glory.